# M1-92
M1-92(ミンコフスキー92)は、はくちょう座の方角にある若い惑星状星雲である。1990年代にハッブル宇宙望遠鏡によって撮影された。双極性星雲で、中央の恒星から2つのローブが放射している。「足跡星雲」という愛称がつけられている。